# Warzone 2100
Warzone 2100 ist ein Echtzeit-Strategiespiel, entwickelt von Pumpkin Studios und im Frühjahr 1999 herausgegeben von Eidos Interactive. Seit Dezember 2004 ist es als Open-Source-Spiel unter der GPL verfügbar und wird noch weiterentwickelt.

## Beschreibung
Warzone 2100 spielt fünfzehn Jahre nach dem Kollaps, einem nuklearen Inferno, das im Jahr 2085 durch einen vermeintlichen Fehler in einem Abwehrsystem für Nuklearangriffe der NASDA (North American Strategic Defence Agency) ausgelöst wurde. Eine Gruppe Überlebender hat Zuflucht in einer verlassenen Militärbasis in den Rocky Mountains gefunden. Diese Gruppe bezeichnet sich als „Projekt“ und macht sich im Jahr 2100 auf, Technologien aus der Zeit vor dem Kollaps zu suchen.
Besonderes Merkmal des Spiels ist die Möglichkeit, eigene Einheiten aus Einzelkomponenten entwerfen und produzieren zu können. Da es bis auf wenige Vorgabeeinheiten und Cyborgs keine Einheiten gibt, ist jeder Spieler darauf angewiesen, Einheiten bestehend aus Antrieb, Rumpf und Waffen- oder Systemturm zu konstruieren. Dies führt zu einer Vielfalt von theoretisch mehreren hundert unterschiedlich ausgestalteten Einheiten.
Warzone 2100 ist eines der ersten Echtzeit-Strategiespiele mit frei dreh- und zoombarer 3D-Umgebung. Es ist vergleichbar mit dem später erschienenen Earth 2150. Ein weiteres Merkmal ist die Darstellung der Artillerie, deren realistische Reichweite weitere taktische Optionen bietet.
Der Einzelspieler-Modus bietet eine lineare Storykampagne, die unterteilt ist in drei Feldzüge, die jeweils in einer anderen Region der heutigen USA spielen. Über alle drei Feldzüge hinweg verkörpert man denselben Commander des „Projektes“. Der Mehrspieler-Modus bietet verschiedene Spielmodi, manche davon ausschließlich mit menschlichen Spielern spielbar.

## Handlung und Spielverlauf
In der Kampagne verkörpert der Spieler einen Commander des Projekts. Das vorrangige Ziel des Projekts ist es Technologien aus der Zeit vor dem Kollaps zu bergen.

### Feldzug 1 – Team Alpha
Der erste Feldzug führt in die Mojave-Wüste und dreht sich primär um die Besorgung der Technologie der „Synaptischen Verbindungen“, die den Bau von Cyborgs ermöglicht. Cyborgs sind Menschen, die über eine Schnittstelle im Bereich der Halswirbel mit ihrem Kampfanzug kommunizieren können und so effektive Kämpfer sind.

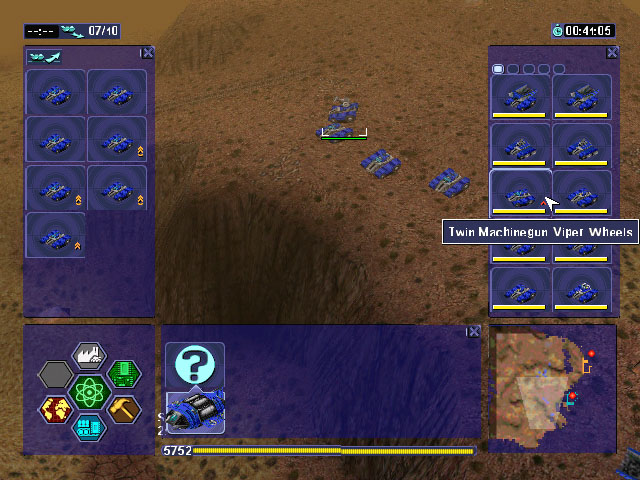
Transport von Streitkräften in einer VTOL-Einheit zu einem Nebenschauplatz

Angekommen auf der Heimatkarte für den ersten Feldzug, gilt es eine Basis zu errichten. Nach kurzer Zeit trifft man bereits auf die ersten Feinde: die „Scavengers“. Es handelt sich dabei um marodierende Banden, die ohne große Probleme bekämpft werden können. Einige Missionen später trifft man auf eine weitere Streitmacht, das „New Paradigm“, deren Ziel die Errichtung einer Militärdiktatur ist. Das New Paradigm fordert das Projekt auf das Gebiet zu verlassen und geht nach dessen Weigerung zum Angriff über.
Im Verlaufe des Feldzugs stellt sich heraus, dass das New Paradigm keine eigenständig handelnde Streitmacht ist, sondern auf Befehl von „Nexus“ handelt. Ebenfalls stellt sich heraus, dass das New Paradigm die Scavengers mit Technologie und Waffen versorgt hat.
Das Ende des ersten Feldzugs bildet die Vernichtung des New Paradigm, in dessen Folge das Projekt feststellt, dass sämtliche Computersysteme des New Paradigm mit dem Nexus-Eindringlingsprogramm infiziert wurden. Damit wird klar, dass das New Paradigm von Nexus kontrolliert wurde und dies der eigentliche Gegner war.

### Feldzug 2 – Team Beta
Team Beta wurde in den US-Bundesstaat Iowa geschickt, womit das im Feldzug vorkommende Atomkraftwerk das Duane Arnold Energy Center sein könnte. Schon während des ersten Feldzuges wurde von Team Beta gemeldet, dass es auf eine unbekannte Streitmacht getroffen ist, die sich allerdings ruhig verhielt. Durch den Sieg über das New Paradigm geht diese Streitmacht zum Angriff auf die Beta-Basis über.
Ziel von Team Beta ist es die VTOL-Technologie zu erbeuten. Im gesamten Verlauf dieses Feldzuges ist der Gegner das ebenfalls von Nexus kontrollierte Kollektiv, gegen Ende jedoch mischt sich Nexus immer mehr mit eigenen Waffen ein und feuert in den letzten Missionen, alle drei sind Evakuierungsmissionen, zwei Atomraketen ab: eine auf die Alpha-Basis, die andere auf die Beta-Basis. Dass dabei auch das Kollektiv vernichtet wird, nimmt Nexus billigend in Kauf.

### Feldzug 3 – Team Gamma
Ziel des dritten und letzten Feldzugs ist es Nexus zu vernichten. Dieser Feldzug spielt den visuellen Informationen eines Briefings zufolge im US-Bundesstaat Oregon und dort vermutlich in der Kaskadenkette. Im Spiel selbst ist allerdings von den Rocky Mountains die Rede, weshalb angenommen werden kann, dass diese Kampagne eher im US-Bundesstaat Idaho spielt.
Obwohl Team Gamma eine eigene Basis errichtet hat, beginnt der letzte Feldzug nur mit evakuierten Einheiten aus der Betabasis. Der Grund dafür ist, dass Nexus über den Nexus-Link-Turm verfügt. Es handelt sich dabei um eine Waffe, die Nexus ermöglicht gegnerische Einheiten und Gebäude unter seine Kontrolle zu zwingen und damit quasi eine Waffenversion des Nexus-Eindringlingsprogramms darstellt. Mithilfe dieser Waffe hat Nexus die Gammabasis übernommen, sodass die Überlebenden gezwungen sind eine eigene Basis zu errichten.
Unterdessen kann das Projekt in Erfahrung bringen, dass Nexus eine „Computerversion“ von Dr. Reed, dem Erfinder der Synaptischen Verbindungen, ist. Dieser wurde verrückt, als ihm nach einiger Zeit ohne nennenswerte Fortschritte die Forschungsgelder entzogen wurden. Seine Experimente, die vermutlich die Übertragung des menschlichen Geistes in Computersysteme zum Thema hatten, führte er dennoch erfolgreich fort. Nachdem er seinen Geist selbst auf ein Computersystem übertragen hatte, löste er vermutlich aus Rache den Kollaps aus. Aufgrund der elektromagnetischen Strahlung, die durch die Explosionen der Atombomben freigesetzt wird, gingen Teile seiner Erinnerungen und seiner Persönlichkeit verloren. Dies führte dazu, dass Dr. Reed zu Nexus wurde.
Im weiteren Verlauf des Feldzugs schafft Nexus es alte Lasersatelliten zu reaktivieren und für sich zu nutzen. Es gelingt dem Projekt jedoch rechtzeitig diese Satelliten zu zerstören.
Ob Nexus am Ende des dritten Feldzuges wirklich besiegt ist, ist nicht zu 100 % sicher. Zum einen lautet der abschließende Text im offiziellen Spieleberater „Gratuliere, Kommandeur! Sie haben Nexus und seine Verbündeten endlich endgültig ausgelöscht. …Endgültig?“, zum anderen hatte Pumpkin Studios an einer Fortsetzung, Warzone 2120, gearbeitet.

## Rezeption
Es handele sich um einen Klassiker des Genres, der einige Innovationen in die immer gleiche Echtzeitstrategie bringe. Die Kampagne sei ausgewogen, böte immer etwas Neues zu entdecken. Die gute Bedienbarkeit und die hohe Übersichtlichkeit sei hervorzuheben, ebenso wie die enorme Spieltiefe durch Unzahl an Optionen am Ende der Kampagne. Dabei richte sich das Spiel nicht nur Experten, sondern sorge für eine gute Einführung für Einsteiger. Es böte vielfältige Strategien ohne unausgewogene Supereinheiten. Die Landschaftsdarstellung sei trist. Die Dreh- und Zoomfunktion sei wenig reizvoll. Dank origineller Ansätze sei das Spiel dennoch überdurchschnittlich.

## Freigabe des Quelltextes und Weiterentwicklung
Nach langem Warten der Warzone-Community wurde der Quellcode von Warzone 2100 am 6. Dezember 2004, unter maßgeblicher Beteiligung von Alex McLean (Pumpkin Studios) und Jonathan Kemp (Eidos Europe), unter der GPL freigegeben. Daraufhin fanden sich schnell ein paar Entwickler, die das Spiel auf Linux portierten und ein BerliOS-Projekt starteten. Zwei der Entwickler legten zu ihrer Koordination außerdem ein SourceForge-Projekt an. Beide Projekte sind inzwischen inaktiv, nachdem die Entwicklung Mitte 2005 einschlief. Ende 2005 gründeten die verbliebenen Entwickler das Warzone 2100 Resurrection Project, welches die Entwicklung derzeit auf SourceForge fortsetzt, nachdem es zu Problemen mit dem SVN-Repository auf Gna! gekommen war. Am 11. Juni 2008 gab es nach Absprachen zwischen der Community und Jason Walker (Eidos Interactive) eine komplette Freigabe auch der fehlenden Teile von Warzone 2100, darunter die Musikstücke und Full-Motion-Video-Sequenzen. Zudem wurden rechtliche Grauzonen durch genauere Formulierungen ausgeräumt und das Entwickeln so rechtssicherer gemacht. Etwa zur Jahresmitte 2009 benannte sich das Projekt in „Warzone 2100 Project“ um, unter anderem mit der Begründung, dass das Spiel mittlerweile als wiederbelebt bezeichnet werden könne und man deshalb das „Resurrection“ nicht mehr brauche.
Der Source Port verwendet ausschließlich Open-Source-Technologien. Als Basis dient die SDL-Bibliothek, OpenGL für die Grafik-, OpenAL zur Soundausgabe. Seit Version 4 wird auch Vulkan und OpenGL ES unterstützt. Dadurch ist es sowohl auf Windows als auch auf Linux und macOS lauffähig, einige FreeBSD-Nutzer sind bekannt und auch Portierungen auf andere Systeme sollten einfach möglich sein, sofern die benötigten Bibliotheken für diese verfügbar sind.

### Unterschiede zur kommerziellen Version
- Der Software-Renderer wurde entfernt, weil sich kein Entwickler fand, der diesen weiter pflegen wollte.
- Das Netzwerkprotokoll benutzt TCP anstatt UDP, Lobbyserver verfügbar.
- 64-Bit-fähig, Netzwerkspiele zwischen Benutzern mit Little-Endian- und Big-Endian-Systemen möglich.
- Internationalisierung mittels gettext; neben Englisch unter anderem auch Deutsch, Französisch, Griechisch, Italienisch, Katalanisch, Koreanisch, Niederländisch, Polnisch, Portugiesisch, Russisch, Spanisch, Türkisch und Ungarisch.
- Die PlayStation wird nicht mehr unterstützt.
- macOS 10.6+ auf 64-Bit-Intelplattformen wird unterstützt.[12]
- Neuer Terrain-Renderer[12]
- Neue Karten[12]
- Bis zu 10 Spieler unterstützt

### Rezeption
Warzone 2100 sei für Linux-Spieler nicht die erste Wahl. Die 3D-Grafik sei auf dem Stand von 1999 geblieben. Die Texturen seien niedrig aufgelöst, die Effekte sehr einfach gehalten.